# جزر القناة الإنجليزية

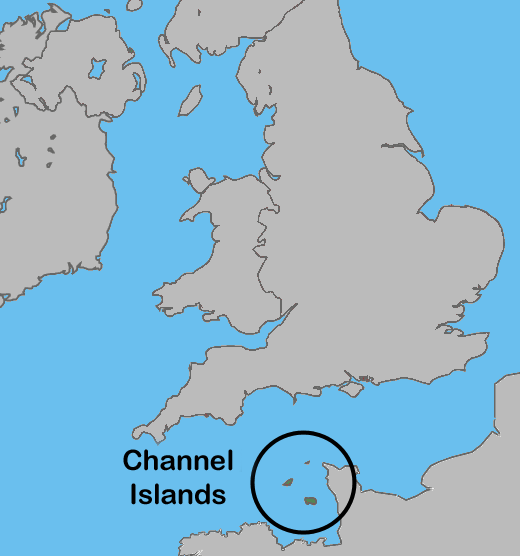
جزر القنال ، تقع بين الساحل الجنوبي للمملكة المتحدة والساحل الشمالي لفرنسا

جزر القناة الإنجليزية تشمل جزيرة جيرزي وغيرنزى وهي جزر تتمتع بالحكم الذاتي، اقتصاد الجزر يعتمد على الخدمات المالية التي تختلف عن المملكة المتحدة خاصة في نظام ضريبة الدخل مما يجعل الضرائب منخفضة جدًا، ويجعلها قبلة الشركات الراغبة في تجنب الضرائب المرتفعة. وبالإضافة إلى قطاع تسجيل الشركات يعتمد اقتصادها على الزراعة والسياحة.

## الجزر

علم  جيرزي
علم  غيرنزي
علم  آلدرني
علم  سارك
علم  هرم

## أعلام
- لويزا كولينجز
- مايك سالمون
- جون هاميلتون روبرتس

## طالع أيضًا
- المملكة المتحدة.